# A Map of All Our Failures
A Map of All Our Failures è l'undicesimo album in studio del gruppo musicale doom metal britannico My Dying Bride, pubblicato nel 2012.

## Tracce
Testi di Aaron Stainthorpe, musiche di My Dying Bride.
1. Kneel till Doomsday – 7:52
2. The Poorest Waltz – 5:08
3. A Tapestry Scorned – 8:00
4. Like a Perpetual Funeral – 8:32
5. A Map of All Our Failures – 7:53
6. Hail Odysseus – 8:54
7. Within the Presence of Absence – 8:50
8. Abandoned as Christ – 8:39

## Formazione
- Aaron Stainthorpe - voce
- Andrew Craighan - chitarre
- Hamish Glencross - chitarre
- Lena Abé - basso
- Shaun Macgowan - tastiere, violini
- Shaun Taylor Steels - batteria